# Деткино
Деткино — деревня в Чернушинском районе Пермского края. Входит в состав Рябковского сельского поселения.
Находится примерно в 19 км к северо-востоку от центра города Чернушки.

## Население
В 2005 году численность населения составляла 60 человек.
По результатам переписи 2010 года численность населения составила 42 человека, в том числе 23 мужчины и 19 женщин.